# سامبیا (شبه جزیره)

شبه جزیره سامبیا

سامبیا نام شبه جزیره‌ای در استان کالینینگراد روسیه در جنوب خاوری دریای بالتیک است.
این شبه جزیره تا پیش از جنگ جهانی دوم بخشی از خاک آلمان بود. پس از جنگ بین شوروی و لهستان بخش شد. این ناحیه دارای کهربا نیز است.